# 細胞壁

原核細胞の構造。下から、Bacterial Flagellum:細菌鞭毛、Capsule:莢膜、Cell wall:細胞壁、Plasma membrane:細胞膜、Nucleoid(:en: Circular DNA):核様体、Ribosomes:リボソーム、Cytoplasm:細胞質、Pilus:性繊毛

細胞壁（さいぼうへき）は、植物、菌類、細菌、古細菌類の細胞にみられる構造。細胞膜の外側に位置するために細胞外マトリクスの1つである。
- 植物では、細胞壁を形成する物質はセルロース（グルコース（ブドウ糖）がいくつもつながって出来ている糖鎖）である。他にも、リグニンやペクチンのようなものもある。細胞壁は、二重構造（一次壁・二次壁）になっていてたえず成長を繰り返している。細胞壁の主な役割は、防御（細胞膜から内側を守る）、改築・補強、物質補給、細胞間連絡、影響感知細胞である。また細胞壁の分子間は微細ではないため、水・ナトリウムイオン・カリウムイオンなどを容易に通す。通常、植物細胞は緑色をしているが、木などは茶色をしている。これは細胞壁がリグニンによって木化したためで、通常の細胞壁よりも硬い。

## 植物の細胞壁

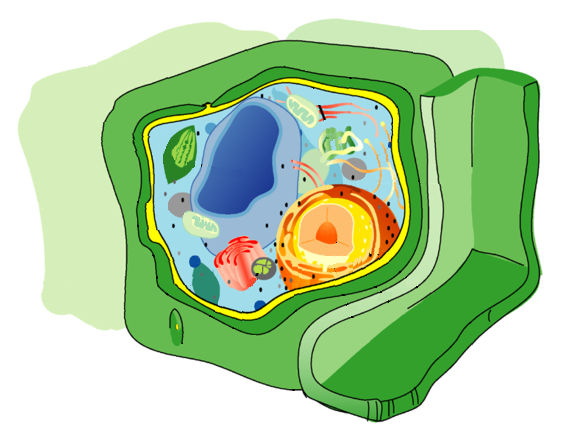
植物細胞の模式図。細胞壁は緑で描写されている。

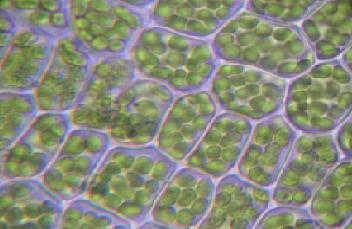
細胞壁により境界されている植物細胞

植物の細胞壁は、その構成が細胞の生長とともに変化する。細胞壁で分けられるべき細胞の相は以下の2点である。
- 生長中の柔細胞
- 生長期終了後の材（ざい）

この2つの細胞壁の成分はほぼ同じである。だが、構成成分の比率がそれぞれ異なっている。細胞壁は細胞の形状や大きさを決定しているものであるが、生長を必要としない材に至ると、より強固な構造を必要とするようになる。
生長中の細胞壁は一次細胞壁（いちじ-）という薄い細胞壁からなる。また細胞と細胞の間には中層（ちゅうそう）と呼ばれる層が確認できる。生長終了後の細胞は一次細胞壁の内側に二次細胞壁（にじ-）という2、3層からなる細胞壁を形成する。また一次細胞壁および中層ではリグニンが沈着し、細胞壁を構成する繊維（微繊維、後述する）を強固に密着させて物理化学的強度を向上させる。

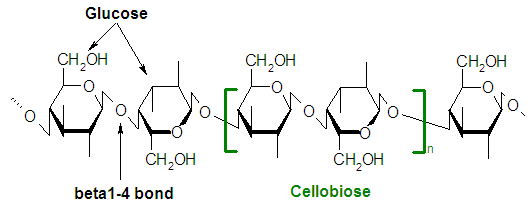
セルロース

一次細胞壁および二次細胞壁の主要な構成成分はセルロースである。セルロースとはd-グルコースがβ(1→4)結合で分枝無くつながっている糖鎖である。グルコースの数はおよそ2000-15000個ほどと言われている。セルロースの構成する細胞壁繊維は以下の構造的段階を示している。
1. セルロース分子：グルコース約5,000個のポリマー
2. 結晶性ミセル：セルロース分子が約40本、水素結合でまとまっている構造体、直径5nm
3. 微繊維（びせんい）：結晶性ミセルが数個集まった構造、直径30nm

この微繊維の集合体が細胞壁である。微繊維間には空隙が存在する。
- ミセル間隙（-かんげき）：幅1nm
- 微繊維間隙：幅10nm

この空隙には非セルロース系多糖類、ヘミセルロースマトリクスが満たされており、微繊維間の構造的強度を高めている。
多くの被子植物の細胞壁はタイプIと呼ばれ、セルロースとキシログルカンが多く、ペクチン、アラビノキシラン、グルコマンナン、ガラクログルコマンナンなどが含まれている。一方で、単子葉類のイネ目の細胞壁はタイプIIと呼ばれ、セルロースとキシラン、1,3-1,4-β-D-グルカンが多く、ペクチンやキシログルカンが少ない。また、タイプIでは様々な糖タンパク質が構造タンパク質として細胞壁の強化などの役割を果たしているが、タイプIIではタンパク質含量が低く、代わりにフェノール酸の架橋がその役割を果たしている。
細胞壁には酵素が含まれている。これらの酵素は細胞膜外にでているために細胞外酵素として扱われる。これらの酵素は主に細胞壁の構築や物質の取り込みに関係していることが知られている。

## 菌類の細胞壁
菌類の細胞壁の構成材料は主に糖類であり、すべての菌類に共通するのはグルコースで、ガラクトースとマンノースは菌類の細胞壁に豊富だが、変形菌には存在せず、アクラシスや変形菌でのみ関連したグルコサミンが見られる。菌類の細胞壁の多糖類の組成によって化学的に8種に分類できる可能性があるとされ、酵母を含め、細胞壁の糖組成は分類学上重要な指標とされた。
キチンは、菌類の細胞壁に特徴的である。キチンはN-アセチルグルコサミンの重合体（ポリマー）である。だがグルカンの方が豊富で、これはグルコースに結合した形のセルロースである。酵母では、細胞壁の80-90%がグルカン、マンナンなどの多糖類となる。
細胞壁は、キチン、多糖類、タンパク質からなり、いくつかの層となって構成されている。セルロースを持つ場合もあるとの記述は卵菌などのものである。卵菌は1980年の『ウェブスター菌類概論』にも菌類として掲載されている。現在ではストラメノパイルに属する。
細胞壁の構成は、群によってやや異なる。子嚢菌や担子菌では、一般にキチン-グルカンを主成分としていることが知られる。接合菌ではキトサン-キチン、また酵母ではマンナン-グルカンやマンナン-キチンという組成も知られる。
| セルロース-グリコーゲン       | アクラシス目 (Acrasiales)                                                                                          |
| セルロース-グルカン           | 卵菌 (Oomyeetes)                                                                                                   |
| セルロース-キチン             | サカゲカビ (Hyphochytridiomycetes)                                                                                 |
| キトサン-キチン               | 接合菌 (Zygomyeetes)                                                                                               |
| キチン-グルカン               | ツボカビ (Chytridiomycetes) 真正子嚢菌綱 (Euascomycetes) 真正担子菌 (Homobasidiomycetes) 不完全菌 (Deuteromycetes) |
| マンナン-グルカン             | 酵母細胞 |
| マンナン-キチン               | 酵母 |
| ポリガラクトサミン-ガラクタン | トリコミケス (Trichomycetes)                                                                                       |

## 細菌の細胞壁

典型的なグラム陰性細菌の模式図

ペプチドグリカンは後述する一部の古細菌の細胞壁の構成成分でもあるが、分子構造が異質なため、細菌の細胞壁の構成成分をムレイン、一部の古細菌の細胞壁の構成成分をシュードムレイン（古細菌の細胞壁にて後述）と呼ぶ。
細菌は、莢膜を含む細胞表層構造体の違いにより二つに分けられる。
- グラム陰性菌 - ペプチドグリカンのペプチドは、メソ-ジアミノピメリン酸、アラニン、グルタミン酸から構成され、グラム陰性菌ではほぼ一定しているため、細胞壁から細かな分類はできない[4]。細胞壁は、ペプチドグリカン（糖鎖とペプチドの化合物）と外膜で構成されている[4]。この外膜はリポ多糖であり、糖の種類が分類の指標に使われる[4]。厚さは10-15nm程度であり、ペプチドグリカンの占める割合はグラム陽性菌に比べて極めて低く5-10%程度[6]。ムレイン2nm、外膜8nm。
- グラム陽性菌 - 上記のメソ-ジアミノピメリン酸部分やペプチド部分の組成や、結合している糖の組成が異なるため、細胞壁の組成は細菌を分類学上の指標として重要となる[4]。グラム陽性菌の細胞壁は20～80nmの厚さで、グラム陰性菌に比べてかなりの厚みを持っていて、ペプチドグリカンは40-90%程度を占める[6]。また細胞壁にはタイコ酸といわれるアルコールとリン酸基の化合物が含まれている。細胞壁の主成分はムレイン。

両菌はグラム染色によって判別が可能である。

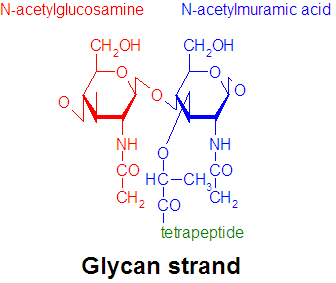
glycanstrand

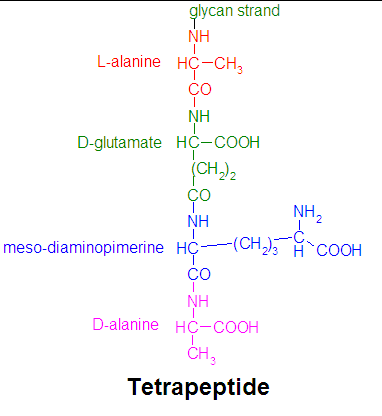
tetrapeptide

細菌の細胞壁（ムレイン）は、糖鎖およびペプチド鎖からなる二種類の鎖からなる。ムレインはグリカン鎖が1層あるいは2層からなる、単分子層あるいは二分子層である。
- グリカン鎖：N-アセチルグルコサミンとN-アセチルムラミン酸が交互にβ(1→4)結合している糖鎖
- テトラペプチド鎖：4つのアミノ酸がペプチド結合したもの（細菌によって異なるが主なアミノ酸はl-アラニン、d-グルタミン酸、メソ-ジアミノピメリン酸、d-アラニン）

グラム陽性菌では、メソ-ジアミノピメリン酸のほか、LL-ジアミノピメリン酸、リジン、オルニチン、ヒドロキシリジン、ヒドロキシオルニチン、ヒドロキシ-ジアミノピメリン酸、ジアミノ酢酸、ランチオニンなどとなる。
以上の二種類の鎖は、以下の結合様式で結合し網目構造をとっている。
- N-アセチルムラミン酸のカルボキシル基とl-アラニンのアミド結合
- d-アラニンと隣り合うのテトラペプチドのメソ-ジアミノピメリン酸の遊離アミノ基のペプチド結合

すなわち、グリカン鎖が平行に並んでおり、N-アセチルムラミン酸に結合しているテトラペプチド同士が互いに結合し合いグリカン鎖に対して垂直方向への構造的強度を高めている。またテトラペプチド鎖は細胞膜側にも結合できるようになっており、これで細胞膜および細胞壁の結合をより強固なものにしている。
グラム陰性菌の外膜にはリポ多糖が存在する。分類の指標となる糖類として、アラビノース、ガラクトース、キシロース、マジュロース、一部の放線菌ではアコフリオース、2-O-メルマンノースが検出できる。この外膜はタンパク質、脂質、リポ多糖から構成される。外膜のリポ多糖は、リピドAという複合脂質および様々な糖を含む多糖からなる。リピドAには、ファージやバクテオリシンのレセプターがあり、抗生物質や毒素から防御する機能を持っている。
グラム陽性および陰性菌ともに、細胞膜と細胞壁の間にペリプラズム空間という空隙がある。この空間には生体エネルギーや物質取り込みに関する多くの酵素が確認されている。

## 古細菌の細胞壁
古細菌の細胞壁は植物や細菌のものと極めて性状が異なっており、3ドメインを裏付ける証拠のひとつとなっている。細胞表層構造物質は多岐にわたっているが、主な細胞壁はS層である（80%）。次いでシュードムレインが多い（10%）。
- S層のみ：タウム古細菌及びクレン古細菌の殆ど全て、ユーリ古細菌のうちメタノコックス綱、アルカエオグロブス綱、テルモコックス綱、メタノミクロビウム綱、Picrophilusなど。
- S層（糖たんぱく質）：ハロバクテリウム綱
- シュードムレイン：メタノバクテリウム綱
- シュードムレイン+S層：Methanothermus、Methanopyrus kandleri
- S層+メタノコンドロイチン:Methanosarcina
- S層+シース:Methanospirillus、Methanosaeta
- 外膜（外細胞膜）:Ignicoccus、Methanomassiliicoccus luminyensis
- ヘテロ多糖:Halococcus
- グルタミニルグリカン:Natronococcus
- 細胞壁を持たないもの:Thermoplasma及びFerroplasma、Cuniculiplasma、Acidiplasmaの全種、Thermococcusの一部菌種、Thermogymnomonas acidicola

S層
ほとんどの古細菌の細胞壁はS層（S-レイヤー）そのものが細胞壁になっている。S層の構成成分は糖タンパク質あるいは単純タンパク質である。熱に対して極めて高い安定性を示すが、浸透圧に対しては極めて感受性が高く、多くのS層は純水で菌体を洗浄すると細胞壁の構造が解ける。
S-レイヤーは1本のペプチドの先から4本のペプチドが放射状に出ている立体構造を示しており、それらの放射状のペプチドが隣り合うS-レイヤーのペプチドと結合し、縦横の構造的安定性を高めている。軸となるペプチドは細胞膜と結合している。放射状のペプチドの下部は擬似ペリプラズム空間を形成しており、細菌と同様プロテアーゼなどいくつかの栄養分の細胞内輸送に関する酵素が見られる。
シュードムレイン
シュードムレインはグリカン鎖およびペプチドの化合物という点でペプチドグリカンの一種であるが、細菌の有するムレインとは以下の点で異なっている。
- グリカン鎖
  - N-アセチルグルコサミンおよびl-タロサミニュロン酸がβ(1→3)結合したものからなる（ムレインではN-アセチルムラミン酸がβ(1→4)結合している）。
  - グルコサミンの全てあるいは一部がガラクトサミンになっている。
- ペプチド
  - d-アミノ酸を有しない（主なアミノ酸としてグルタミン酸、アラニン、リシン、全てl型）。
  - l-タロサミニュロン酸のカルボキシル基とアミド結合している点はムレインと同じ。

ペプチドとグリカン鎖の結合様式も似ているため、ムレインと同じ網目状構造を取る。厚さは15～20nm程度である。またムレインと生合成系が異なるため、細胞壁生合成系に作用する抗生物質ペニシリン、d-シクロセリン、バンコマイシン等に抵抗性を示す。